# وال-داوید، کبک
وال-داوید (به فرانسوی: Val-David) روستایی در منطقه شهری له لورانتید ناحیه لورانتید در استان کبک کانادا است. در سرشماری سال ۲۰۱۱ این روستا ۴٬۴۳۹ نفر جمعیت داشته‌است و مساحت آن ۴۳٫۱۷ کیلومتر مربع است.